# Jean-Marc Ferreri
Jean-Marc Ferreri (26 de desembre de 1962) és un exfutbolista francès.

## Selecció de França
Va formar part de l'equip francès a la Copa del Món de 1986.